# Assa Abloy
Assa Abloy AB es un conglomerado sueco que ofrece productos y servicios relacionados con la cerrajería, puertas y entradas automáticas. Los productos y servicios relacionados incluyen control de acceso y confirmación de identidades con llaves, tarjetas, móviles y sistemas de verificación biométricos.
La compañía fue formada en 1994, cuando Assa AB fue segregada de la firma de seguridad sueca Securitas AB. Poco después, Assa AB se fusionó con el fabricante finlandés de cerraduras de alta seguridad Abloy Oy (con sede en Joensuu, una subsidiaria de la compañía finlandesa Wärtsilä). La compañía fue introducida en la bolsa de Estocolmo posteriormente ese mismo año. Assa Abloy desde entonces ha hecho más de 200 adquisiciones incluyendo cierres Yale, Chubb Locks, Medeco en Estados Unidos, Mul-T-Lock en Israel y Fichet-Bauche en Francia. Sus dos mayores accionistas son Latour y Melker Schörling AB.

## Nombre
Assa Abloy fue fundado por la fusión de las dos compañías Assa y Abloy en 1994. Assa proviene de las iniciales de August Stenman Stenman August. El nombre de Abloy proviene de la contracción del nombre bilingüe sueco-finlandés Ab Låsfabriken Lukkotehdas Oy, significando literalmente Corp. Cerradura de Factoría.

## Historias

### Fundación y desarrollo
Assa Abloy fue formada en 1994, a través de la fusión de la firma sueca ASSA y la firma finlandesa de cierres de alta seguridad Abloy. La compañía fue introducida en la bolsa de Estocolmo ese mismo año.
De una compañía regional con 4700 empleados en 1994, Assa Abloy ha pasado a ser un grupo global con 51.000 empleados en 2021. La compañía ha crecido en ingresos en un 9% anualmente y opera en más de 70 países.
Los ingresos en 2021 fueron de SEK 95.007 millones. Las ventas ascendieron en 2022 a 120.793 millones. El incremento del 27% fue a medias debido a efectos de cambio de divisas.

## Marcas
| - ASSA, Suecia (nombre de la empresa) (August Stenman Stenman August) - Abloy, Joensuu & Helsinki, Finlandia (nombre de la empresa) (AktieBolag Lukko OsakeYhtiö) - Arrow, Estados Unidos - August Home, Estados Unidos - Besam, Suecia (Bertil Samuelsson) - Baron, Canadá - Corbin Russwin, Estados Unidos - Carlisle Brass, Reino Unido - Emtek Products, Inc, Estados Unidos - FAB, República Checa - Guoqiang, China - HID (Hughes Identification Devices), Estados Unidos - HKC Security, Irlanda - Ikon, Alemania - JPM, Francia (Jean Pierre Maquennehen) - Keso, Suiza (Keller & Sohn) - LaFonte, Brasil - Litto, Bélgica (Littoral) - Lockwood, Australia - Lorient, Reino Unido | - MAUER, Bulgaria - Medeco, Estados Unidos (Mechanical Development Company) - Mul-T-Lock, Israel - Papaiz, Brasil - Phillips, México - PTI Security Systems, Estados Unidos (Preffered Technology Incorporated) - Rixson, Estados Unidos - Ruko, Dinamarca (Rudolf Koreska) - Tesa, España (Talleres Eskoriaza Sociedad Anónima) - Traka, Reino Unido - Silvana, Brasil - St Guchi, Malasia - Sure-Loc Hardware, Estados Unidos - Udinese, Brasil - Union, Reino Unido - Vachette, Francia - VingCard Elsafe, Noruega - Yale, Estados Unidos, Reino Unido, India - Securitech, Estados Unidos |